# Katee Sackhoff

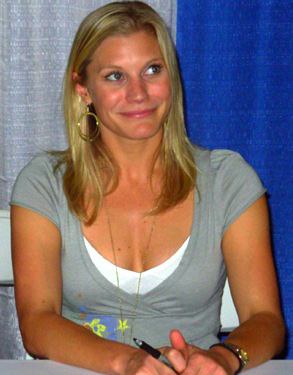

Kathryn Ann „Katee” Sackhoff (n. 8 aprilie 1980, Portland, Oregon, SUA) este o actriță americană care este cea mai cunoscută pentru interpretarea rolului Kara Thrace din serialul științifico-fantastic Battlestar Galactica. În 2004 a fost nominalizată la Premiul Saturn pentru cea mai bună actriță într-o emisiune de televiziune. În 2006 a câștigat Premiul Saturn pentru același rol. A mai apărut în filmul de groază-thriller Vocea morții 2 și în sezonul 8 al serialului 24 ca Dana Walsh.

## Biografie
Sackhoff s-a născut în Portland, Oregon și a crescut în St. Helens, Oregon. Tatăl său, Dennis, este de origine germană. Fratele său, Erick, este co-proprietar al unui atelier care se ocupă cu modificări de vehicule. A absolvit Sunset High School din Beaverton în 1998. Ea a început să înoate de la o vârstă timpurie și plănuia să devină profesionistă dar și-a accidentat genunchiul drept. Din această cauză s-a apucat să practice yoga, lucru cu care se ocupă și în prezent; de asemenea a devenit interesată de actorie.

### Cariera
Primul său rol a fost în filmul Fifteen and Pregnant (Părinte înainte de vreme) în care a jucat rolul unei tinere adolescente cu un copil. În film a jucat și Kirsten Dunst care a motivat-o să se mute la Hollywood ca să înceapă o carieră în actorie după absolvirea liceului. Primul rol principal al lui Sackhoff a fost Annie în serialul MTV  Undressed, interpretând apoi rolul lui Nell Bickford în The Education of Max Bickford (Profu’). A jucat apoi rolul lui Jenna "Jen" Danzig în Halloween: Resurrection (Noaptea groazei).

## Filmografie
| An        | Film (TV sau cinematografie)                     | Rol                    | Note |
| --------- | ------------------------------------------------ | ---------------------- | --- |
| 1998      | Fifteen and Pregnant                             | Karen Gotarus          | film de televiziune |
| 1999      | Locust Valley                                    | Claire Shaw            | film de televiziune |
| 1999      | Zoe, Duncan, Jack and Jane                       | Susan                  | serial TV |
| 1999      | Chicken Soup for the Soul                        | Claire                 | serial TV |
| 1999      | Hefner                                           | Mary                   | film de televiziune |
| 2000      | Undressed                                        | Annie                  | serial TV |
| 2000      | The Fearing Mind                                 | Lenore Fearing         | serial TV |
| 2001      | My First Mister                                  | Ashley                 | |
| 2001      | The Education of Max Bickford                    | Nell Bickford          | serial TV |
| 2002      | Halloween: Resurrection                          | Jenna                  | |
| 2003      | Battlestar Galactica                             | Kara 'Starbuck' Thrace | miniserial TV (episod 1) |
| 2003      | Boomtown                                         | Holly                  | serial TV |
| 2004–2009 | Battlestar Galactica                             | Kara 'Starbuck' Thrace | serial TV Saturn Award for Best Supporting Actress on Television Nominalizare -Saturn Award for Best Supporting Actress on Television (2004, 2007, 2009) |
| 2004      | Cold Case                                        | tânăra Terri Maxwell   | serial TV |
| 2007      | White Noise: The Light                           |                        | rolul principal |
| 2007      | The Last Sentinel                                | Fata                   | |
| 2007      | How I Married My High School Crush               | Sara Jacobs            | film de televiziune |
| 2007      | Robot Chicken                                    | Kara 'Starbuck' Thrace | serial TV |
| 2007      | Bionic Woman                                     | Sarah Corvus           | serial TV |
| 2007      | Battlestar Galactica: Razor                      | Kara 'Starbuck' Thrace | film de televiziune |
| 2007      | Battlestar Galactica: The Plan                   | Kara 'Starbuck' Thrace | nemenționată |
| 2009      | Lost & Found                                     | Tessa Cooper           | film de televiziune |
| 2009      | Nip/Tuck                                         | Teddy Rowe             | serial TV |
| 2009–2010 | The Big Bang Theory                              | În rolul ei            | serial TV (2 episoade) |
| 2010      | Boston's Finest                                  | Julia Scott            | film de televiziune |
| 2010      | Futurama                                         | Katie Sackhoff         | serial TV (1 episod) |
| 2010      | 24                                               | Dana Walsh             | serial TV (20 episoade) Nominalizare -Teen Choice Award for Choice TV Actress: Action                                                                    |
| 2010–2011 | CSI: Crime Scene Investigation                   | Detectiv Frankie Reed  | serial TV (sezonul 11 episoade 6, 14) |
| 2011      | Workaholics                                      | Rachel                 | serial TV |
| 2012      | Longmire                                         | Victoria Moretti       | serial TV |
| 2013      | The Chronicles of Riddick: Dead Man Stalking     | Dahl                   | film cinematografic |
| 2013      | Sexy Evil Genius                                 | Nikki Franklyn         | direct-pe-video |
| 2013      | The Haunting in Connecticut 2: Ghosts of Georgia | Joyce                  | |
| 2013      | Growl                                            | Camden James           | anunțat |
| 2014      | Oculus                                           | Marie Russell          | Post-producție |
| 2015      | Untitled Adi Shankar Project                     |                        | anunțat |
| 2019      | The Mandalorian                                  | Bo-Katan Kryze         | serial TV (Chapter 11: The Heiress) |

- Semne de viață (serial TV) (2019)

## Legături externe
- Materiale media legate de Katee Sackhoff la Wikimedia Commons
- Katee Sackhoff la Cinemagia
- Katee Sackhoff Official Website
- Katee Sackhoff la Internet Movie Database
- Katee Sackhoff la TV Guide
- Tuned in Interview with Ronald D. Moore Arhivat în 8 decembrie 2011, la Wayback Machine.
- Katee Sackhoff interview at The Scifi World Arhivat în 25 decembrie 2017, la Wayback Machine.
- Katee Sackhoff interview with AOL Canada Arhivat în 24 martie 2009, la Wayback Machine.